# Halicarcinus lucasi
Halicarcinus lucasi is een krabbensoort uit de familie van de Hymenosomatidae. De wetenschappelijke naam van de soort is voor het eerst geldig gepubliceerd in 1993 door Richer de Forges.